# 王有功
王有功（1552年—？），字可大，號梧岡，直隸蘇州府吳江縣軍籍吳縣人，明朝政治人物。

## 生平
萬曆元年（1573年）癸酉科應天府鄉試第一百二名，萬曆十一年（1583年）癸未科會試第四十六名，登三甲第五十七名進士。工部觀政，本年授浙江遂昌縣知縣，十七年行取，選廣西道御史，十八年陕西巡茶，二十年巡按廣東，二十四年革职为民。林居十餘年而卒。天啓初，巡撫都御史王象恒特疏請恤，詔贈光禄寺少卿。

## 家族
曾祖王惠；祖父王誥；父王寵光。母伊氏。